# Osmia vandykei
Osmia vandykei är en biart som beskrevs av Sandhouse 1924. Osmia vandykei ingår i släktet murarbin, och familjen buksamlarbin. Inga underarter finns listade i Catalogue of Life.